# マネケン
マネケン（蘭: Manneken）は、関西を中心に展開しているワッフル専門店。大阪府吹田市豊津町に本社を置く株式会社ローゼンが運営している。

## 概要
マネケンでは本来のワッフル、いわゆる「ベルギーワッフル」と呼ばれるものを販売している。直径10cmほどの円形であり、1個125円から194円。ブリュッセルの名所である小便小僧をロゴに使用しているが、柔らかく薄味のブリュッセル風(仏: Gaufre de Bruxelles)ではなく固めで砂糖の入ったリエージュ風のワッフル(仏: Gaufre de Liège)である。
プレーン味(￥129)、チョコレート味(￥151)、メープル味(￥151)、アーモンド味(￥151)、五月から 宇治抹茶味(￥151)も常時販売されるようになる。
その他にも、月限定のワッフルが一種類。
3ヶ月間限定のワッフルや、秋やバレンタイン限定の商品も販売される。また、イクスピアリ店限定で プレミアムバター味(￥194)、キャラメルチョコ味(￥151)も販売している。
他にも、クリームワッフルやプチワッフル、ワッフルラスク、マカロンなどの販売もしている。また、袋入りワッフルをスーパーマーケットやコンビニエンスストアに流通させて、販売している。こちらもプレーン味、チョコレート味などがあり、同じ価格帯である。
メールマガジンの登録(無料)を行うと、期間限定ワッフルの割引クーポンや新商品の紹介などが送られてくる。

## 店舗
マネケンは2016年12月現在、大阪府に11店舗、兵庫県に3店舗、奈良県と滋賀県に各2店舗、京都府に1店舗と、関西に計19店舗展開している。 その他には東京都に7店舗、神奈川県に2店舗、千葉県、埼玉県、静岡県、愛知県、岡山県、広島県、島根県、熊本県、沖縄県に各1店舗展開している。

### 製造工場
- 能勢工場：大阪府豊能郡能勢町
- 江坂工場：大阪府吹田市豊津町
- 伊丹工場：兵庫県伊丹市西野

## 過去の月限定商品
2017年
- 10月 ショコラベリー
- 9月 さつまいもバター
- 8月 桃と木苺
- 7月 レーズンバター
- 6月 レアチーズ
- 5月 チョコバナナ
- 4月 苺と果実
- 3月 キャラメルショコラ
- 2月 ストロベリーショコラ
- 1月 ハニーカスタード